# Heiban
 (décembre 2020).
Si vous disposez d'ouvrages ou d'articles de référence ou si vous connaissez des sites web de qualité traitant du thème abordé ici, merci de compléter l'article en donnant les références utiles à sa vérifiabilité et en les liant à la section « Notes et références ».
Le heiban, aussi appelé ebang ou abul, est une langue nigéro-congolaise parlée dans les monts Nouba du Kordofan au Soudan.

## Écriture
Une orthographe a été conçue à partir des années 1920 et est utilisée par des missionnaires, notamment dans la traduction de la Bible (Nouveau Testament) en ebang publiée en 1966.
| a | b  | ɓ | c | d | dh | ɗ | e | f | g | h  | i | j | k | kh | l | m |
| n | ny | ŋ | o | ɔ | p  | r | ɽ | s | t | th | u | ū | v | w  | y | z |